# Pulo Seupeng
Pulo Seupeng is een bestuurslaag in het regentschap Pidie van de provincie Atjeh, Indonesië. Pulo Seupeng telt 159 inwoners (volkstelling 2010).